# Årets lobbyist
Årets lobbyist är en utmärkelse som delades ut av tidningen Resumé under perioden 1996–2016.
Utmärkelsen gick till en påtryckare som agerat i en avgränsad fråga och vars agerande lett till ett resultat i form av politiska beslut eller tydliga löften om beslut. Priset kunde gå till enskilda medborgare, grupper, föreningar eller ett företag.
Utmärkelsen skapades 1996 som en del av evenemanget Stora lobbydagen, som hölls på hösten av Resumé och PR-byrån Idétorget. Från år 2008 delades priset istället ut under Almedalsveckan.

## Pristagare
- 1996 - Helena Karlén för Ecpat, en kampanj mot barnporr.[2]
- 1997 - Martin Borgs för kampanjen Rör inte min radio.[3] Kampanjen motverkade ökad reglering av den  privata lokalradion.[4]
- 1998 - Henrik Westander för Svenska freds- och skiljedomsföreningens kampanjer mot vapenexport.
- 1999 - Jonas Birgersson, Framfab/Bredbandsbolaget, för sitt arbete för bredbandsutbyggnad.
- 2000 - Anders Selin, RFSL, för genomdrivandet av homosexuella pars möjlighet att kunna adoptera.
- 2001 - Lars Gunnar Tannerfors för Svenska Vägföreningens kampanj för infrastruktursatsning.
- 2002 - Hugo Andersson för Yrkesfiskarnas kampanj mot torskfiskestopp.[5]
- 2003 - Theodor Paues för Svenskt Näringslivs kampanj för arbetskraftsinvandring.
- 2004 - Ann-Therése Enarsson, generalsekreterare för A Non Smoking Generation, för arbetet med rökfria krogar.[6]
- 2005 - Sören Sehlberg, MHF, för kampanjen för alkolås.
- 2006 - Ulf Lindberg och Irene Fällström för Almegas kampanj för skatteavdrag för hushållsnära tjänster.[7]
- 2008 - Johan Thor, Glaxo Smith Kline som genom klassisk lobbying drev fram att alla flickor i 12-årsåldern ska erbjudas vaccinering mot livmoderhalscancer.[8]
- 2009 - Allan Larsson, styrelseordförande Lunds universitet för kampanjen för att få neutronforskningsanläggningen ESS (European Spallation Source) förlagd till Lund.
- 2010 - Helene Sigfridsson, generalsekreterare i Makalösa föräldrar för en aktiv lobbying kring de ensamstående föräldrarnas situation som bland annat resulterat i nya regler för tillfällig föräldrapenning.
- 2011 - cateringföretagaren Mats Eriksson och SHR, Sveriges Hotell- och Restaurangföretagare, för kampanjen för sänkt restaurangmoms.
- 2012 - Göran Forsberg, före detta kommunalråd i Nyköping, för kampanjen för Ostlänkens genomförande.
- 2013 - Elisabeth Thand Ringqvist, vd Företagarna för kampanjen Stoppa månadsrapporten.
- 2014 – Eva Östling, vd Visita för kampanjen Dubbelstöten.[9]
- 2015 – Karin Hallgren, kommunikationschef på LRF Mjölk för att hon fick upp frågan om svenska mjölkbönders hotade situation på den politiska dagordningen.[10]
- 2016 – Lena Holm, generalsekreterare på Majblomman för sitt mångåriga arbete för fria glasögon till barn och unga, en reform som trädde i kraft.[11]